# Meguro
Meguro (目黒区 Meguro-ku) er et bydistrikt i Tokyo i Japan.
Det er et af de 23 specielle bydistrikter, der tilsammen udgør Tokyos historiske bykerne. Distriktet ligger i den østlige del af Tokyo og har 286.905 (2021) indbyggere. På engelsk kalder det sig selv for Meguro City.
Per 31. december 2007 havde bydistriktet 259.968 indbyggere og en befolkningstæthed på 17.685 personer per km². Arealet er 14,70 km².
Meguro huser femten ambassader og konsulater. Et af Tokyos mest eksklusive boligområder (Kakinokizaka) ligger i Meguro.

## Historie
Higashiyama køkkenmødding indeholder efterladenskaber fra ældste stenalder, Jōmon, Yayoi og Kofun perioderne.
Området der kendes som Meguro var oprindeligt to byer, Meguro og Hibusuma, i det tidligere Ebara distrikt i Musashi-provinsen. De to byer blev sammenlagt til  Meguro-distriktet i Tokyo City i 1932 og siden hen har de administrative grænser været uforandrede. Det specielle bydistrikt er etableret 15. marts 1947.

## Geografi
Fire bydistrikter omkranser Meguro. Det er Shibuya (i nordøst), Setagaya (i vest), Oota (i syd) og Shinagawa (i sydøst).

### Nærområder

#### Meguro-området
| Aobadai Ōhashi Kamimeguro Gohongi Komaba Shimomeguro | Nakachō Nakameguro Higashiyama Mita Meguro Yūtenji |

#### Hibusuma-området
| Ōokayama Kakinokizaka Jiyūgaoka Senzoku Tairamachi Takaban Chūōchō Nakane | Haramachi Higashigaoka Himonya Midorigaoka Minami Megurohonchō Yakumo |

## Uddannelse
- University of Tokyo Komaba campus
- Tokyo Institute of Technology